# Bauhinia oxysepala
Bauhinia oxysepala är en ärtväxtart som beskrevs av François Gagnepain. Bauhinia oxysepala ingår i släktet Bauhinia och familjen ärtväxter. Inga underarter finns listade i Catalogue of Life.